# Graphium arycles
Espèce
Graphium arycles ou Geai tacheté est une espèce de lépidoptères appartenant à la famille des Papilionidae.
Il est originaire du nord de l'Inde.
Devenu rare, il est protégé.